# Frank Baum (calciatore)
Frank Baum (Zwenkau, 30 marzo 1956) è un allenatore di calcio ed ex calciatore tedesco orientale dal 1990 tedesco, di ruolo difensore.

## Palmarès

### Giocatore

#### Club

##### Competizioni nazionali
- Coppa della Germania Est: 3

Lokomotive Lipsia: 1980-1981, 1985-1986, 1986-1987

#### Nazionale
- Argento olimpico: 1

Mosca 1980